# Cá mòi đường
Cá mòi đường (tên khoa học Albula vulpes) là loài điển hình của họ Albulidae.

## Mô tả
Cá mòi đường nặng đến 19 pound (8,6 kg) và dài đến 90 cm (35 in). Nó bạc màu với vây sẫm. Gốc của vây ngực có màu vàng.

## Hành vi
Đây là một loài cá di cư, nó sống ở vùng biển nhiệt đới ven bờ và bơi đến vùng bãi bùn nông để kiếm ăn. Cá trưởng thành và non tạo đàn cùng nhau, có khi chúng cũng bơi một mình hoặc thành đôi. Cá mòi đường ăn giun biển, ấu trùng cá, động vật giáp xác, và động vật thân mềm.